# Сарразак (Лот)
Сарраза́к (фр. Sarrazac) — колишній муніципалітет у Франції, у регіоні Окситанія, департамент Лот. Населення — 571 осіб (2011).
Муніципалітет був розташований на відстані близько 440 км на південь від Парижа, 160 км на північ від Тулузи, 65 км на північ від Каора.

## Історія
До 2015 року муніципалітет перебував у складі регіону Південь-Піренеї. Від 1 січня 2016 року належав до нового об'єднаного регіону Окситанія.
1 січня 2019 року Сарразак і Крессансак було об'єднано в новий муніципалітет Крессансак-Сарразак.

## Демографія
Динаміка населення (INSEE ):
Розподіл населення за віком та статтю (2006):
| Стать | Всього | До 15 років | 15-24 | 25-44 | 45-64 | 65-85 | Понад 85 |
| --- | ------ | ----------- | ----- | ----- | ----- | ----- | -------- |
| Чоловіки | 267    | 40          | 41    | 61    | 68    | 53    | 4        |
| Жінки | 250    | 44          | 8     | 65    | 64    | 65    | 4        |
| \| Статево-вікова піраміда \| Статево-вікова піраміда \| Статево-вікова піраміда \| \| ----------------------- \| ----------------------- \| ----------------------- \| \| Чоловіки \| Вік \| Жінки \| \| 4 \| 85 + \| 4 \| \| 8 \| 80-84 \| 12 \| \| 0 \| 75-79 \| 4 \| \| 20 \| 70-74 \| 16 \| \| 25 \| 65-69 \| 33 \| \| 12 \| 60-64 \| 12 \| \| 20 \| 55-59 \| 20 \| \| 20 \| 50-54 \| 20 \| \| 16 \| 45-49 \| 12 \| \| 25 \| 40-44 \| 29 \| \| 16 \| 35-39 \| 12 \| \| 20 \| 30-34 \| 16 \| \| 0 \| 25-29 \| 8 \| \| 12 \| 20-24 \| 0 \| \| 29 \| 15-20 \| 8 \| \| 20 \| 10-14 \| 16 \| \| 0 \| 5-9 \| 16 \| \| 20 \| 0-4 \| 12 \| |        |             |       |       |       |       |          |
| Статево-вікова піраміда |        |             |       |       |       |       |          |
| Чоловіки | Вік    | Жінки       |       |       |       |       |          |
| 4 | 85 +   | 4           |       |       |       |       |          |
| 8 | 80-84  | 12          |       |       |       |       |          |
| 0 | 75-79  | 4           |       |       |       |       |          |
| 20 | 70-74  | 16          |       |       |       |       |          |
| 25 | 65-69  | 33          |       |       |       |       |          |
| 12 | 60-64  | 12          |       |       |       |       |          |
| 20 | 55-59  | 20          |       |       |       |       |          |
| 20 | 50-54  | 20          |       |       |       |       |          |
| 16 | 45-49  | 12          |       |       |       |       |          |
| 25 | 40-44  | 29          |       |       |       |       |          |
| 16 | 35-39  | 12          |       |       |       |       |          |
| 20 | 30-34  | 16          |       |       |       |       |          |
| 0 | 25-29  | 8           |       |       |       |       |          |
| 12 | 20-24  | 0           |       |       |       |       |          |
| 29 | 15-20  | 8           |       |       |       |       |          |
| 20 | 10-14  | 16          |       |       |       |       |          |
| 0 | 5-9    | 16          |       |       |       |       |          |
| 20 | 0-4    | 12          |       |       |       |       |          |

## Економіка
2010 року серед 364 осіб працездатного віку (15—64 років) 248 були активними, 116 — неактивними (показник активності 68,1%, у 1999 році було 61,9%). З 248 активних мешканців працювали 232 особи (129 чоловіків та 103 жінки), безробітними було 16 (8 чоловіків та 8 жінок). Серед 116 неактивних 35 осіб було учнями чи студентами, 44 — пенсіонерами, 37 були неактивними з інших причин.

У 2010 році в муніципалітеті числилось 211 оподаткованих домогосподарств, у яких проживали 474,5 особи, медіана доходів виносила 18 605 євро на одного особоспоживача